# Capilla del Espíritu Santo (Mezquita-catedral de Córdoba)
La capilla del Espíritu Santo de la Mezquita-Catedral de Córdoba se encuentra ubicada entre las capillas del muro de levante del templo catedralicio cordobés. Fue realizada por Hernán Ruiz II entre 1569 y 1574 y también se la conoce como capilla de los Simancas o capilla de los Obispos por sus patronos.

## Historia
Fue fundada en 1568 por los hermanos Simancas. En ese año de 1568, Francisco de Simancas Simancas, arcediano de Córdoba, hizo petición al cabildo de Córdoba en nombre de Diego de Simancas Simancas, obispo de Ciudad Rodrigo y obispo electo de Badajoz, su hermano, y en el suyo propio de una capilla cuyo propósito era ser destinada a panteón familiar de la familia Simancas. En la solicitud también figuraba el nombre de otro de los hermanos Simancas, Juan de Simancas Simancas, arzobispo de Cartagena de Indias. Los tres hermanos eran naturales de Córdoba y miembros de una respetada y linajuda familia de la ciudad. El cabildo aprobó la concesión de la capilla a la familia Simancas el 4 de septiembre de 1568.
En 1835 está capilla fue entregada para dar sepultura a los condes de Gavia, tal y como se observa en la losa sepulcral del pavimento.
En 2017 comenzó un proyecto de restauración que concluyó cuatro años más tarde, el 10 de mayo de 2021, con la presencia del presidente de la Junta de Andalucía Juanma Moreno y algunos consejeros. El proyecto costó 550.000 euros y la restauración se produjo in situ, a excepción de los lienzos que fueron trasladados a un taller. Durante las obras se descubrieron pinturas murales en nichos rectangulares que se pensaban que eran ventanas, con las imágenes de los profetas Moisés, Isaías y David, atribuidas a César Arbasia.
El 8 de agosto de 2025 a las 21:10 se produjo un incendio en una capilla donde se almacenaban máquinas de limpieza. Si bien la capilla más afectada fue la de la Expectación, donde se hundió la techumbre, parece que tras extinguir el fuego, a la 1:00 comenzó a salir humo de la techumbre de esta capilla. Rápidamente se hizo un butrón para meter una manguera y refrescar la zona, lo que salvó la capilla.

## Descripción
La capilla es una de las construcciones de época renacentista más sobresalientes de la ciudad de Córdoba y de la Mezquita-Catedral, en la que son abundantes las manifestaciones artísticas de esta época. La traza de la capilla es obra de Hernán Ruiz II, última de las que realizó para la Mezquita-Catedral de Córdoba, que plasmó aquí las enseñanzas de la arquitectura renacentista recibidas de su padre, y desarrolladas por él mismo. Estas son patentes en la bóveda de crucería geométrica, la última realizada en la ciudad de Córdoba, y en la decoración arquitectónica de las paredes, realizadas en piedra inspiradas en la tradición de Serlio.
La portada, que comunica la capilla con la nave del templo catedralicio, fue realizada en 1569 y consta de un arco de medio punto decorado con motivos geométricos, figuras y hermes. La reja que cierra el paso a la capilla fue ejecutada basándose en trazas de Hernán Ruiz II, también llamado Hernán Ruiz el Joven. En la parte superior de la reja campea el escudo de la familia Simancas.
En el muro frontal de la capilla se encuentra el retablo, concebido a modo de arco de triunfo y decorado con pinturas sobre lienzo, que también fue diseñado por Hernán Ruiz II, y que se articula en banco, cuerpo inferior, cuerpo superior y ático. En el primer cuerpo del retablo se halla el lienzo que representa el Bautismo de Cristo, probablemente de Pablo de Céspedes, mientras que en el segundo está colocado un lienzo donde aparecen Cristo Crucificado y los tres hermanos Simancas patronos de la capilla. El tondo del ático del retablo es obra de principios del siglo XIX y fue realizado por José Saló y Junquet.
Los lienzos situados en los muros laterales de la capilla representan a San José y a la Santísima Virgen del Carmen y ambos son obra del siglo XVI, aunque fueron muy retocados posteriormente.